# DJ Snake
William Sami Etienne Grigahcine (Párizs, 1986. június 13. –), ismertebb nevén DJ Snake francia DJ és producer. Debütáló száma "Bird Machine" és a "Turn Down for What" volt 2013-ban. Lemezkiadója a Mad Decent lett, melyet Diplo alapított.

## Fiatalkora
DJ Snake Párizsban született és nőtt fel. Szülei algériaiak. Fiatal korában graffiti művész volt. A neve onnan ered, hogy mindig sikerült elkerülnie a rendőrséget. 14 évesen kezdett a zenével foglalkozni, 19 évesen már francia klubokban játszott. 2005-ben találkozott Steve Goncalves menedzserrel, aki arra ösztönözte, kezdjen el saját zenét létrehozni.

## Karrier
2011-ben közreműködött Lady Gaga Born This Way albumában. 2012 februárjában Grammy-díjra jelölték. Dj Snake a Government Hooker című számban működött együtt, melyet a közönség az album legjobb számának választott meg. Ezután jelent meg a "You Know You Like It" és "Bubble Butt" című száma.
2015-ben MØ közreműködésével megjelent a "Lean On", melyet Grammy-díjra jelöltek. 2015 októberében Tchami elektronikus producerrel együtt autóbalesetet szenvedtek, ami miatt lemaradtak a Torontói Monster Mash fesztiválról.

### Önálló kislemez (2013-2015)
2013 decemberében Lil Jon közreműködésével megjelent "Turn Down for What" című szám, melyet a Columbia Records adott ki. a Billboard Hot 100-on a 38. helyen végzett. 2014 februárjában aranylemez lett, majd márciusban platina. Az MTV Video Music Awards-on több díjat is kapott.
2014 decemberében az Island Records kiadta DJ Snake remixét,a " You Know You Like It " című számot, mely a Billboard Hot 100-on a 13. legjobb lett. 2015 márciusában Major Lazer harmadik kislemezén jelent meg a "Lean On", melyet a Time magazin az év legjobb dalának nevezett. 2016 januárjában elérte az 1 milliárd megtekintést YouTube-on, azóta a 2 milliárdot is átlépte.

### Encore(2015-től napjainkig)
2015. október 16-án jelent meg a " Middle " című száma, melyet az Interscope Records , a Mad Decent és a Spinnin 'Records adott ki közösen. 2016. augusztus 5-én kiadta a "Let Me Love You" című számát, melyben a kanadai énekes, Justin Bieber működött közre.

## Díjak és jelölések
| Év   | Díj                    | Kategória                       | Jelölt mű                     | Eredmény |
| ---- | ---------------------- | ------------------------------- | ----------------------------- | -------- |
| 2012 | Grammy-díj             | Az év albuma                    | Born This Way (mint producer) | Jelölve  |
| 2015 | Grammy-díj             | Legjobb zenés videó             | "Turn Down for What"          | Jelölve  |
| 2015 | Billboard Music Awards | Legjobb Dance/Elektronikus zene | "Turn Down for What"          | Elnyerte |
| 2016 | Billboard Music Awards | Legjobb Dance/Elektronikus zene | "Lean On"                     | Elnyerte |
| 2017 | Billboard Music Awards | Legjobb Dance/Elektronikus zene | "Let Me Love You"             | Jelölve  |